# Leuven (okręg)
Leuven (nld. Arrondissement Leuven, fr. Arrondissement administratif de Louvain, niem. Bezirk Löwen) – okręg w północnej Belgii, w Regionie Flamandzkim, w prowincji Brabancja Flamandzka. 

## Podział administracyjny
Okręg podzielony jest na 30 gmin (nld. gemeente, fr. commmune, niem. Gemeinde), w skład których wchodzi 105 dzielnic (deelgemeente)
| - Aarschot (Aerschot), miasto - Gelrode - Langdorp - Rillaar (Rillaer) - Begijnendijk - Betekom - Bekkevoort - Assent - Molenbeek-Wersbeek - Bertem - Korbeek-Dijle - Leefdaal (Leefdael) - Bierbeek - Korbeek-Lo - Lovenjoel (Lovenjoul) - Opvelp (Haute-Fleppe) - Boortmeerbeek - Hever - Boutersem - Kerkom - Neervelp (Basse-Fleppe) - Roosbeek - Vertrijk - Willebringen - Diest, miasto - Deurne - Kaggevinne - Molenstede - Schaffen - Webbekom - Geetbets - Grazen - Rummen (Rumigny) - Glabbeek - Attenrode (Attenrode-Wever) - Bunsbeek - Glabbeek-Zuurbemde - Kapellen | - Haacht (Haecht) - Tildonk (Thildonck) - Wespelaar (Wespelaer) - Herent - Veltem-Beisem - Winksele - Hoegaarden (Hougaerde) - Meldert - Outgaarden (Autchard) - Holsbeek - Kortrijk-Dutsel (Courtrai-Dutsel) - Nieuwrode - Sint-Pieters-Rode (Rhode-Saint-Pierre) - Huldenberg - Loonbeek - Neerijse - Ottenburg (Ottembourg) - Sint-Agatha-Rode (Rhode-Sainte-Agathe) - Keerbergen - Kortenaken - Hoeleden - Kersbeek-Miskom - Ransberg - Waanrode - Kortenberg (Cortenbergh) - Erps-Kwerps - Everberg (Everbergh) - Meerbeek - Landen, miasto - Attenhoven (Ottoncourt) - Eliksem (Alincourt) - Ezemaal - Laar (Laer) - Neerlanden - Neerwinden (Merwingue) - Overwinden - Rumsdorp - Waasmont (Wamont) - Walsbets - Walshoutem (Houtain-l'Évêque) - Wange - Wezeren (Vesdrin) - Leuven (Louvain / Löwen), miasto - Heverlee - Kessel-Lo - Wijgmaal - Wilsele | - Linter (Linte) - Drieslinter - Melkwezer - Neerhespen (Bas-Hèpe) - Neerlinter - Orsmaal-Gussenhoven - Overhespen (Haut-Hêpe) - Wommersom - Lubbeek - Binkom - Linden - Pellenberg - Oud-Heverlee (Vieux-Heverlee) - Blanden - Haasrode - Sint-Joris-Weert (Weert-Saint-Georges) - Vaalbeek - Rotselaar - Werchter - Wezemaal (Wesemael) - Scherpenheuvel-Zichem (Montaigu-Zichem), miasto - Averbode - Messelbroek - Scherpenheuvel (Montaigu) - Testelt - Zichem - Tervuren - Duisburg - Vossem - Tielt-Winge - Houwaart (Hauwaert) - Meensel-Kiezegem - Sint-Joris-Winge (Winghe-Saint-Georges) - Tielt (Thielt-Notre-Dame) - Tienen (Tirlemont / Thienen), miasto - Bost - Goetsenhoven (Gossoncourt) - Hakendover - Kumtich - Oorbeek (Oirbeek) - Oplinter - Sint-Margriete-Houtem (Hautem-Sainte-Marguerite) - Vissenaken (Vissenaeken) - Tremelo - Baal - Zoutleeuw (Léau), miasto - Budingen - Dormaal - Halle-Booienhoven - Helen-Bos |